# Castelluccio Superiore
Castelluccio Superiore é uma comuna italiana da região da Basilicata, província de Potenza, com cerca de 992 habitantes. Estende-se por uma área de 32 km², tendo uma densidade populacional de 31 hab/km². Faz fronteira com Castelluccio Inferiore, Laino Borgo (CS), Latronico, Lauria.

## Demografia
| Variação demográfica do município entre 1861 e 2011                               |
|                                                                                   |
| Fonte: Istituto Nazionale di Statistica (ISTAT) - Elaboração gráfica da Wikipedia |